# IV. Károly navarrai király
Vianai Károly (Peñafiel, 1421. május 29. – Barcelona, 1461. szeptember 23.) navarrai herceg, akit IV. Károly király néven is emlegetnek, a XV. századi navarrai és katalóniai politikai élet változatos pályát befutott szereplője volt.

## Származása
Az édesanyja I. Blanka (1387–1441) királynő, az Évreux-házból származó utolsó navarrai uralkodó, apja a Trastámara-házból, mégpedig annak aragóniai ágából származó első navarrai uralkodó, II. János (1398–1479) király (II. (Nagy) János aragóniai király, 1458-tól 1479-ig). A házasságkötés folytán, 1425-ben, Károly herceg nagyapjának, III. (Nemes, Jó) Károly király halálakor, Károly apja navarrai király lett, nem csak Blanka, a herceg édesanyja lépett a trónra.

## Élete
1441-ben, I. Blanka királynő halálakor, II. János király jogtalanul megakadályozta azt, hogy Károly herceg, mint édesanyjának örököse, Navarra királya lehessen. II. János magának tartotta meg a Navarra királya címet, mégpedig a haláláig, 1479-ig. Ezért az ellenfelei II. Jánost, mint navarrai királyt, „Bitorlóként” említik. II. János eljárása miatt véget nem érő és bonyolult küzdelem kezdődött meg az apa és a fia között, hiszen Károly a jogos örökségét, Navarra trónját, meg akarta szerezni, ami azonban végül nem sikerült neki.
Az apa és a fia közötti ellentét az 1450-es évekre kiéleződött. II. János 1444-ben feleségül vette Juana Enríquezt (1425–1468), aki kasztíliai nemesi családból származott (az apai ágú dédapja XI. Alfonz (1311–1350) kasztíliai király házasságon kívül született fia volt); ő lett II. János második felesége. Juana (Johanna) 1451-ben már gyermeket várt férjétől, aki a következő évben, 1452-ben meg is született: ő a későbbi II. (Katolikus) Ferdinánd (1452–1516) aragóniai király. Juana Enríquez mindent meg is tett azért, hogy az ő (leendő) gyermeke, és ne az elsőszülött fiú, Károly legyen a férjének az utóda.
Az apa és fia közötti küzdelem miatt 1451-ben polgárháború robbant ki Navarrában. Ebben a navarrai nemesség két részre oszlott: Károly herceg támogatói a spanyol elnevezéssel „beaumonteses”-nek nevezett csoportosuláshoz; II. János támogatói pedig, a szintén spanyol kifejezéssel, „agramonteses”-nek nevezett csoportosuláshoz tartóztak.
Károly azonban már 1451 őszén, Aibar mellett, vereséget szenvedett az apjától, aki őt két évre fogságba vetette. II. János csak azzal a feltétellel engedte szabadon a fiát, hogy az ő haláláig a Navarra királya címet nem fogja viselni. Szabadon engedése után azonban Károly újra kezdte a harcot, de ismét alulmaradt. 1455-ben IV. Gaston (1423–1472), Foix grófja a Foix-Grailly-házból, II. János veje, Károlyt kiszorította Navarrából. (IV. Gaston gróf Eleonórát (1426–1479), a későbbi I. Eleonóra navarrai királynőt, Károly herceg húgát vette feleségül, aki a bátyja és az apja közötti viszályban az apja pártjára állt.)  Károly előbb Franciaországba, majd Itáliába, a nagybátyja – II. János bátyja – I. Alfonz (1396–1458) nápolyi és (V. Alfonz néven) aragóniai király udvarába távozott; itt is élt annak haláláig.
Közben, 1457-ben, a Juan I de Beaumont (1419?–1487), a Jeruzsálemi Szent János Lovagrend navarrai nagyperjele által, a királyság fővárosába, Pamplonába, összehívott rendi gyűlés (a Cortez) Károly herceget Navarra királyává nyilvánította. (A herceget emlegetik is IV. Károly király, illetve IV. Károly címzetes király néven; Károly megkoronázásra azonban soha nem került sor.)
1458-ban, V. Alfonz halála után, II. János navarrai király – szintén II. János néven – Aragónia királya lett. A következő évben, 1459-ben, apa és fia kibékültek, Károly hazatért, a megbékélés azonban csak rövid ideig tartott. A megözvegyült Károly herceg ugyanis feleségül akarta venni a még gyermek Izabellát (1451–1504), II. János (1405-1454) kasztíliai király leányát, IV. Henrik (1425–1474) király féltestvér húgát. (Ő a későbbi I. (Katolikus) Izabella kasztíliai királynő, a Trastámarai-ház kasztíliai ágából származott.) II. János azonban már a kisebbik fia, Ferdinánd feleségének „nézte ki” Izabellát (ez így is lett), és az ismét vele szembe került Károly herceget újra elfogatta (1460), azonban elszámította magát: A II. Jánossal szemben álló katalóniai rendek, akik örömmel fogadták Károly hercegnek Nápolyból való visszatérését, fellázadtak a király ellen. II. János meghátrált, fiát 1461 elején szabadon engedte. 1461. június 21-én Villafranca de Panadésben (katalánul: Vilafranca del Penedès) pedig apa és fia megállapodtak arról, hogy II. János elismeri Károly herceg örökségét (sőt címzetes navarrai királynak), illetve kinevezte Katalónia kormányzójának.
Ezután azonban 1461. szeptember 23-án, Barcelonában, Károly herceg teljesen váratlanul meghalt. Haláláért némelyek az apját, még többen azonban Juana Enríquezt, a mostohaanyát okolták, akit azzal vádoltak, hogy megmérgeztette Károly herceget.
Károly herceg művelt, reneszánsz személyiség volt; Navarra királyairól – mint elődeiről – könyvet írt.

## Gyermekei
- Feleségétől, Ágnes (1422–1448) klevei hercegnőtől, gyermekei nem születtek
- Ágyasától, María de Armendáriztól, Berbinzana úrnőjétől, Francisco Balbastro feleségétől, 1 leány:
  - Anna (1451–1477), törvényesítve, apja a Navarrai Királyság örökösének jelölte, férje Luis de la Cerda (1438–1501), Medinaceli grófja, 1479-től hercege, 1 leány:
    - Foix Eleonóra (1472–1497), férje Rodrigo Díaz de Vivar (1464–1523), (El) Cenete (Zenete) őrgrófja, El Cid grófja, 1 fiú:
      - Lajos (megh. fiatalon)
- Ágyasától, Brianda Vaca úrnőtől, 1 fiú:
  - Fülöp (1456–1488), Beaufort grófja, Palermo érseke
- Ágyasától, Margarita Cappa úrnőtől, 1 fiú:
  - János Alfonz (1459–1526/29), Huesca püspöke, 1 természetes fiú:
    - Aragóniai Károly, a Szent Jakab Rend lovagja 1523-ban
- Ismeretlen ágyasától:
  - Jakab